# RTS Espace 2
RTS Espace 2 est la deuxième station de radio suisse de la Radio télévision suisse, une entreprise publique. Cette chaîne culturelle a son siège à Lausanne.

## Identité visuelle

### Logos

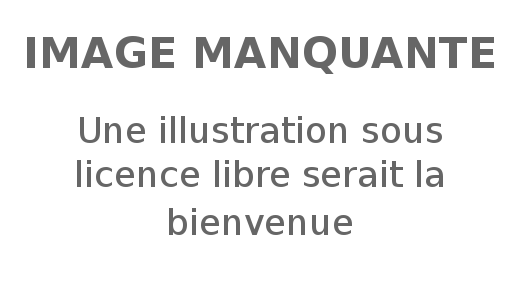
Logo d'Espace 2 de 1990 à 1994[réf. nécessaire].
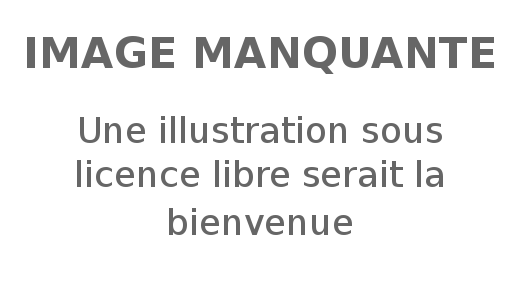
Logo d'Espace 2 de 1994 à 1997[réf. nécessaire].
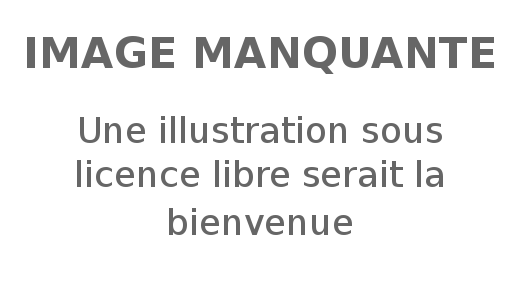
Logo d'Espace 2 de 1997 à 1999[réf. nécessaire].
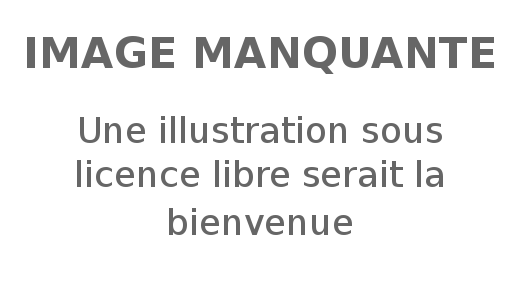
Logo d'Espace 2 de 1999 à 2000[réf. nécessaire].
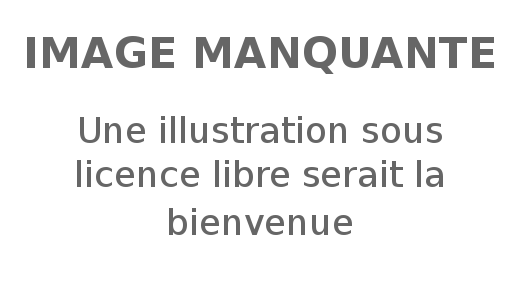
Logo d'Espace 2 de 2000 à 2003[réf. nécessaire].
Logo d'Espace 2 jusqu'au 28 février 2012.
Logo d'Espace 2 du 29 février 2012 au 15 septembre 2016.
Logo d'Espace 2 du 15 septembre 2016 au 26 août 2024.
Logo de RTS Espace 2 depuis le 26 août 2024.